# Kruhłe (powiat bielski)
Kruhłe (dodatkowa nazwa w języku białoruskim Круглэ; w użyciu również nazwa Krugłe) – kolonia w Polsce, w województwie podlaskim, w powiecie bielskim, w gminie Orla.
Do 2023 miejscowość była kolonią wsi Moskiewce.
W latach 1975–1998 miejscowość administracyjnie należała do województwa białostockiego.
Prawosławni mieszkańcy kolonii należą do parafii św. Michała Archanioła w Wólce Wygonowskiej.